# Campeonato de Primera División B 1951 (Argentina)
El Campeonato de Primera División B 1951 fue el torneo que constituyó la decimoctava temporada de la segunda división de Argentina en la era profesional y la tercera edición bajo esta denominación. Fue disputado entre el  14 de abril y el 3 de noviembre por 16 equipos.
El certamen contó con un nuevo participante: el Club Atlético All Boys, campeón de la Segunda División 1950, que volvió al torneo tras un año. También fue invitado al torneo el Club Olimpo de Bahía Blanca por medio de una resolución de la AFA, pero terminó siendo rechazada por el club.
El campeón fue Rosario Central, que venía de perder la categoría el año anterior, acreditándose el único cupo de ascenso a la Primera División de Argentina; lo logró en la última fecha del certamen. Asimismo descendió a Tercera División El Porvenir. El goleador del torneo fue Héctor Catoira de Sportivo Dock Sud con 31 conquistas.

## Equipos
| Equipo                 | Localidad            |
| ---------------------- | -------------------- |
| All Boys               | Buenos Aires         |
| Almagro                | Buenos Aires         |
| Argentino              | Quilmes              |
| Argentinos Juniors     | Buenos Aires         |
| Colón                  | Santa Fe             |
| Defensores de Belgrano | Buenos Aires         |
| Dock Sud               | Dock Sud             |
| El Porvenir            | Gerli                |
| Excursionistas         | Buenos Aires         |
| Los Andes              | Lomas de Zamora      |
| Nueva Chicago          | Buenos Aires         |
| Rosario Central        | Rosario              |
| Talleres (RE)          | Remedios de Escalada |
| Temperley              | Turdera              |
| Tigre                  | Victoria             |
| Unión                  | Santa Fe             |

## Sistema de disputa
El Campeonato de Segunda División 1951 se disputó a dos ruedas, bajo el sistema de todos contra todos. La tabla final de posiciones del torneo se estableció por acumulación de puntos. Concluida la competición, el equipo que ocupara el primer puesto sería consagrado campeón y ascendido a Primera División, mientras que quien ocupara el último sería relegado a Tercera División.

## Tabla de posiciones
| Pos. | Equipo               | Pts. | PJ | PG | PE | PP | GF | GC | Dif. |
| ---- | -------------------- | ---- | -- | -- | -- | -- | -- | -- | ---- |
| 1.º  | Rosario Central      | 45   | 30 | 20 | 5  | 5  | 77 | 34 | 43   |
| 2.º  | Colón                | 42   | 30 | 17 | 8  | 5  | 82 | 40 | 42   |
| 3.º  | Almagro              | 42   | 30 | 18 | 6  | 6  | 70 | 48 | 22   |
| 4.º  | All Boys             | 39   | 30 | 17 | 5  | 8  | 66 | 43 | 23   |
| 5.º  | Dock Sud             | 35   | 30 | 15 | 5  | 10 | 76 | 51 | 25   |
| 6.º  | Unión de Santa Fe    | 33   | 30 | 14 | 5  | 11 | 52 | 47 | 5    |
| 7.º  | Temperley            | 31   | 30 | 13 | 5  | 12 | 58 | 49 | 9    |
| 8.º  | Los Andes            | 30   | 30 | 12 | 6  | 12 | 74 | 65 | 9    |
| 9.º  | Argentinos Juniors   | 29   | 30 | 10 | 9  | 11 | 51 | 49 | 2    |
| 10.º | Tigre                | 27   | 30 | 12 | 3  | 15 | 51 | 57 | −6   |
| 11.º | Argentino de Quilmes | 27   | 30 | 11 | 5  | 14 | 58 | 70 | −12  |
| 12.º | Excursionistas       | 22   | 30 | 8  | 6  | 16 | 57 | 79 | −22  |
| 13.º | Nueva Chicago        | 22   | 30 | 9  | 4  | 17 | 43 | 76 | −33  |
| 14.º | Def. de Belgrano     | 20   | 30 | 7  | 6  | 17 | 45 | 82 | −37  |
| 15.º | Talleres (RdE)       | 19   | 30 | 7  | 5  | 18 | 50 | 78 | −28  |
| 16.º | El Porvenir          | 17   | 30 | 6  | 5  | 19 | 39 | 81 | −42  |

|  | Se consagró campeón y ascendió a la Primera División. |
|  | Descendió a la Primera C.                             |

## Resultados
Primera Rueda
| Fecha 1           | Fecha 1   | Fecha 1                | Fecha 1           | Fecha 1     | Fecha 1 |
| Local             | Resultado | Visitante              | Estadio           | Fecha       |         |
| ----------------- | --------- | ---------------------- | ----------------- | ----------- | ------- |
| Los Andes         | 2 - 1     | Rosario Central        | Los Andes         | 14 de abril |         |
| Excursionistas    | 2 - 3     | All Boys               | Excursionistas    | 14 de abril |         |
| Sportivo Dock Sud | 5 - 6     | Argentinos Juniors     | Sportivo Dock Sud | 14 de abril |         |
| Talleres (RdE)    | 1 - 2     | Colón                  | Talleres (RdE)    | 14 de abril |         |
| Almagro           | 4 - 1     | Argentino de Quilmes   | Atlanta           | 14 de abril |         |
| Nueva Chicago     | 1 - 2     | Defensores de Belgrano | Nueva Chicago     | 14 de abril |         |
| Tigre             | 2 - 1     | Temperley              | Tigre             | 14 de abril |         |
| Unión             | 2 - 0     | El Porvenir            | Unión             | 15 de abril |         |

| Fecha 2                | Fecha 2   | Fecha 2           | Fecha 2                 | Fecha 2     | Fecha 2 |
| Local                  | Resultado | Visitante         | Estadio                 | Fecha       |         |
| ---------------------- | --------- | ----------------- | ----------------------- | ----------- | ------- |
| Tigre                  | 4 - 1     | Los Andes         | Tigre                   | 21 de abril |         |
| Temperley              | 2 - 0     | Nueva Chicago     | Temperley               | 21 de abril |         |
| Defensores de Belgrano | 2 - 4     | Almagro           | Defensores de Belgrano  | 21 de abril |         |
| Argentino de Quilmes   | 4 - 3     | Unión             | Argentino de Quilmes    | 21 de abril |         |
| El Porvenir            | 4 - 2     | Talleres (RdE)    | El Porvenir             | 21 de abril |         |
| Argentinos Juniors     | 4 - 4     | Excursionistas    | Argentinos Juniors      | 21 de abril |         |
| All Boys               | 1 - 1     | Rosario Central   | All Boys                | 21 de abril |         |
| Colón                  | 0 - 0     | Sportivo Dock Sud | G. y Esgrima (Santa Fe) | 22 de abril |         |

| Fecha 3           | Fecha 3   | Fecha 3                | Fecha 3            | Fecha 3     | Fecha 3 |
| Local             | Resultado | Visitante              | Estadio            | Fecha       |         |
| ----------------- | --------- | ---------------------- | ------------------ | ----------- | ------- |
| Los Andes         | 1 - 2     | All Boys               | Los Andes          | 28 de abril |         |
| Excursionistas    | 1 - 3     | Colón                  | Excursionistas     | 28 de abril |         |
| Sportivo Dock Sud | 4 - 0     | El Porvenir            | Sportivo Dock Sud  | 28 de abril |         |
| Talleres (RdE)    | 4 - 1     | Argentino de Quilmes   | Talleres (RdE)     | 28 de abril |         |
| Almagro           | 3 - 2     | Temperley              | Argentinos Juniors | 28 de abril |         |
| Nueva Chicago     | 2 - 6     | Tigre                  | Nueva Chicago      | 28 de abril |         |
| Rosario Central   | 3 - 0     | Argentinos Juniors     | Rosario Central    | 29 de abril |         |
| Unión             | 3 - 0     | Defensores de Belgrano | Unión              | 29 de abril |         |

| Fecha 4                | Fecha 4   | Fecha 4           | Fecha 4                 | Fecha 4   | Fecha 4 |
| Local                  | Resultado | Visitante         | Estadio                 | Fecha     |         |
| ---------------------- | --------- | ----------------- | ----------------------- | --------- | ------- |
| Nueva Chicago          | 1 - 4     | Los Andes         | Nueva Chicago           | 6 de mayo |         |
| Tigre                  | 2 - 3     | Almagro           | Tigre                   | 6 de mayo |         |
| Temperley              | 5 - 1     | Unión             | Temperley               | 6 de mayo |         |
| Defensores de Belgrano | 1 - 0     | Talleres (RdE)    | Defensores de Belgrano  | 6 de mayo |         |
| Argentino de Quilmes   | 3 - 2     | Sportivo Dock Sud | Argentino de Quilmes    | 6 de mayo |         |
| El Porvenir            | 1 - 1     | Excursionistas    | El Porvenir             | 6 de mayo |         |
| Colón                  | 2 - 2     | Rosario Central   | G. y Esgrima (Santa Fe) | 6 de mayo |         |
| Argentinos Juniors     | 2 - 2     | All Boys          | Argentinos Juniors      | 6 de mayo |         |

| Fecha 5           | Fecha 5   | Fecha 5                | Fecha 5           | Fecha 5    | Fecha 5 |
| Local             | Resultado | Visitante              | Estadio           | Fecha      |         |
| ----------------- | --------- | ---------------------- | ----------------- | ---------- | ------- |
| Los Andes         | 1 - 1     | Argentinos Juniors     | Los Andes         | 13 de mayo |         |
| All Boys          | 1 - 4     | Colón                  | All Boys          | 13 de mayo |         |
| Rosario Central   | 3 - 1     | El Porvenir            | Rosario Central   | 13 de mayo |         |
| Excursionistas    | 5 - 3     | Argentino de Quilmes   | Excursionistas    | 13 de mayo |         |
| Sportivo Dock Sud | 6 - 2     | Defensores de Belgrano | Sportivo Dock Sud | 13 de mayo |         |
| Talleres (RdE)    | 1 - 2     | Temperley              | Talleres (RdE)    | 13 de mayo |         |
| Unión             | 1 - 0     | Tigre                  | Unión             | 13 de mayo |         |
| Almagro           | 7 - 3     | Nueva Chicago          | Atlanta           | 13 de mayo |         |

| Fecha 6                | Fecha 6   | Fecha 6            | Fecha 6                 | Fecha 6    | Fecha 6 |
| Local                  | Resultado | Visitante          | Estadio                 | Fecha      |         |
| ---------------------- | --------- | ------------------ | ----------------------- | ---------- | ------- |
| Almagro                | 6 - 3     | Los Andes          | Atlanta                 | 19 de mayo |         |
| Nueva Chicago          | 1 - 0     | Unión              | Nueva Chicago           | 19 de mayo |         |
| Tigre                  | 5 - 0     | Talleres (RdE)     | Tigre                   | 19 de mayo |         |
| Temperley              | 2 - 0     | Sportivo Dock Sud  | Temperley               | 19 de mayo |         |
| Defensores de Belgrano | 3 - 3     | Excursionistas     | Defensores de Belgrano  | 19 de mayo |         |
| Argentino de Quilmes   | 4 - 2     | Rosario Central    | Argentino de Quilmes    | 19 de mayo |         |
| El Porvenir            | 0 - 2     | All Boys           | El Porvenir             | 19 de mayo |         |
| Colón                  | 3 - 1     | Argentinos Juniors | G. y Esgrima (Santa Fe) | 20 de mayo |         |

| Fecha 7            | Fecha 7   | Fecha 7                | Fecha 7            | Fecha 7    | Fecha 7 |
| Local              | Resultado | Visitante              | Estadio            | Fecha      |         |
| ------------------ | --------- | ---------------------- | ------------------ | ---------- | ------- |
| Los Andes          | 5 - 1     | Colón                  | Los Andes          | 26 de mayo |         |
| Argentinos Juniors | 2 - 0     | El Porvenir            | Argentinos Juniors | 26 de mayo |         |
| All Boys           | 2 - 3     | Argentino de Quilmes   | All Boys           | 26 de mayo |         |
| Rosario Central    | 3 - 0     | Defensores de Belgrano | Rosario Central    | 26 de mayo |         |
| Excursionistas     | 4 - 2     | Temperley              | Excursionistas     | 26 de mayo |         |
| Sportivo Dock Sud  | 5 - 1     | Tigre                  | Sportivo Dock Sud  | 26 de mayo |         |
| Talleres (RdE)     | 2 - 1     | Nueva Chicago          | Talleres (RdE)     | 26 de mayo |         |
| Unión              | 3 - 1     | Almagro                | Unión              | 27 de mayo |         |

| Fecha 8                | Fecha 8   | Fecha 8            | Fecha 8                | Fecha 8    | Fecha 8 |
| Local                  | Resultado | Visitante          | Estadio                | Fecha      |         |
| ---------------------- | --------- | ------------------ | ---------------------- | ---------- | ------- |
| Almagro                | 3 - 1     | Talleres (RdE)     | Atlanta                | 2 de junio |         |
| Nueva Chicago          | 1 - 2     | Sportivo Dock Sud  | Nueva Chicago          | 2 de junio |         |
| Tigre                  | 2 - 5     | Excursionistas     | Tigre                  | 2 de junio |         |
| Temperley              | 1 - 0     | Rosario Central    | Temperley              | 2 de junio |         |
| Defensores de Belgrano | 1 - 3     | All Boys           | Defensores de Belgrano | 2 de junio |         |
| Argentino de Quilmes   | 0 - 4     | Argentinos Juniors | Argentino de Quilmes   | 2 de junio |         |
| El Porvenir            | 0 - 2     | Colón              | El Porvenir            | 2 de junio |         |
| Unión                  | 2 - 2     | Los Andes          | Unión                  | 3 de junio |         |

| Fecha 9            | Fecha 9   | Fecha 9                | Fecha 9            | Fecha 9     | Fecha 9 |
| Local              | Resultado | Visitante              | Estadio            | Fecha       |         |
| ------------------ | --------- | ---------------------- | ------------------ | ----------- | ------- |
| Los Andes          | 5 - 0     | El Porvenir            | Los Andes          | 9 de junio  |         |
| Argentinos Juniors | 4 - 4     | Defensores de Belgrano | Argentinos Juniors | 9 de junio  |         |
| All Boys           | 1 - 3     | Temperley              | All Boys           | 9 de junio  |         |
| Rosario Central    | 2 - 0     | Tigre                  | Rosario Central    | 9 de junio  |         |
| Excursionistas     | 1 - 3     | Nueva Chicago          | Excursionistas     | 9 de junio  |         |
| Sportivo Dock Sud  | 1 - 1     | Almagro                | Sportivo Dock Sud  | 9 de junio  |         |
| Talleres (RdE)     | 2 - 1     | Unión                  | Talleres (RdE)     | 9 de junio  |         |
| Colón              | 0 - 0     | Argentino de Quilmes   | Colón              | 10 de junio |         |

| Fecha 10               | Fecha 10  | Fecha 10           | Fecha 10               | Fecha 10    | Fecha 10 |
| Local                  | Resultado | Visitante          | Estadio                | Fecha       |          |
| ---------------------- | --------- | ------------------ | ---------------------- | ----------- | -------- |
| Talleres (RdE)         | 2 - 5     | Los Andes          | Talleres (RdE)         | 16 de junio |          |
| Almagro                | 2 - 3     | Excursionistas     | Atlanta                | 16 de junio |          |
| Nueva Chicago          | 0 - 2     | Rosario Central    | Nueva Chicago          | 16 de junio |          |
| Tigre                  | 0 - 2     | All Boys           | Tigre                  | 16 de junio |          |
| Temperley              | 3 - 1     | Argentinos Juniors | Temperley              | 16 de junio |          |
| Defensores de Belgrano | 2 - 1     | Colón              | Defensores de Belgrano | 16 de junio |          |
| Argentino de Quilmes   | 5 - 1     | El Porvenir        | Argentino de Quilmes   | 16 de junio |          |
| Unión                  | 3 - 0     | Sportivo Dock Sud  | Unión                  | 17 de junio |          |

| Fecha 11           | Fecha 11  | Fecha 11               | Fecha 11           | Fecha 11    | Fecha 11 |
| Local              | Resultado | Visitante              | Estadio            | Fecha       |          |
| ------------------ | --------- | ---------------------- | ------------------ | ----------- | -------- |
| Los Andes          | 4 - 1     | Argentino de Quilmes   | Los Andes          | 23 de junio |          |
| El Porvenir        | 2 - 2     | Defensores de Belgrano | El Porvenir        | 23 de junio |          |
| Argentinos Juniors | 4 - 2     | Tigre                  | Argentinos Juniors | 23 de junio |          |
| All Boys           | 3 - 1     | Nueva Chicago          | All Boys           | 23 de junio |          |
| Excursionistas     | 2 - 3     | Unión                  | Excursionistas     | 23 de junio |          |
| Sportivo Dock Sud  | 3 - 0     | Talleres (RdE)         | Sportivo Dock Sud  | 23 de junio |          |
| Colón              | 8 - 3     | Temperley              | Colón              | 24 de junio |          |
| Rosario Central    | 3 - 0     | Almagro                | Rosario Central    | 24 de junio |          |

| Fecha 12               | Fecha 12  | Fecha 12             | Fecha 12               | Fecha 12    | Fecha 12 |
| Local                  | Resultado | Visitante            | Estadio                | Fecha       |          |
| ---------------------- | --------- | -------------------- | ---------------------- | ----------- | -------- |
| Sportivo Dock Sud      | 3 - 2     | Los Andes            | Sportivo Dock Sud      | 30 de junio |          |
| Talleres (RdE)         | 4 - 1     | Excursionistas       | Talleres (RdE)         | 30 de junio |          |
| Almagro                | 2 - 1     | All Boys             | Atlanta                | 30 de junio |          |
| Nueva Chicago          | 2 - 0     | Argentinos Juniors   | Nueva Chicago          | 30 de junio |          |
| Tigre                  | 2 - 1     | Colón                | Tigre                  | 30 de junio |          |
| Temperley              | 5 - 2     | El Porvenir          | Temperley              | 30 de junio |          |
| Defensores de Belgrano | 1 - 1     | Argentino de Quilmes | Defensores de Belgrano | 30 de junio |          |
| Unión                  | 1 - 1     | Rosario Central      | Unión                  | 1 de julio  |          |

| Fecha 13             | Fecha 13  | Fecha 13               | Fecha 13             | Fecha 13   | Fecha 13 |
| Local                | Resultado | Visitante              | Estadio              | Fecha      |          |
| -------------------- | --------- | ---------------------- | -------------------- | ---------- | -------- |
| Los Andes            | 4 - 0     | Defensores de Belgrano | Los Andes            | 7 de julio |          |
| Argentino de Quilmes | 2 - 0     | Temperley              | Argentino de Quilmes | 7 de julio |          |
| El Porvenir          | 0 - 1     | Tigre                  | El Porvenir          | 7 de julio |          |
| Argentinos Juniors   | 3 - 0     | Almagro                | Argentinos Juniors   | 7 de julio |          |
| All Boys             | 4 - 0     | Unión                  | All Boys             | 7 de julio |          |
| Excursionistas       | 0 - 3     | Sportivo Dock Sud      | Excursionistas       | 7 de julio |          |
| Colón                | 1 - 1     | Nueva Chicago          | Colón                | 8 de julio |          |
| Rosario Central      | 2 - 1     | Talleres (RdE)         | Rosario Central      | 8 de julio |          |

| Fecha 14          | Fecha 14  | Fecha 14               | Fecha 14          | Fecha 14    | Fecha 14 |
| Local             | Resultado | Visitante              | Estadio           | Fecha       |          |
| ----------------- | --------- | ---------------------- | ----------------- | ----------- | -------- |
| Excursionistas    | 4 - 2     | Los Andes              | Excursionistas    | 14 de julio |          |
| Sportivo Dock Sud | 1 - 2     | Rosario Central        | Sportivo Dock Sud | 14 de julio |          |
| Talleres (RdE)    | 2 - 3     | All Boys               | Talleres (RdE)    | 14 de julio |          |
| Almagro           | 2 - 0     | Colón                  | Atlanta           | 14 de julio |          |
| Nueva Chicago     | 2 - 0     | El Porvenir            | Nueva Chicago     | 14 de julio |          |
| Tigre             | 2 - 3     | Argentino de Quilmes   | Tigre             | 14 de julio |          |
| Temperley         | 1 - 1     | Defensores de Belgrano | Temperley         | 14 de julio |          |
| Unión             | 2 - 0     | Argentinos Juniors     | Unión             | 15 de julio |          |

| Fecha 15               | Fecha 15  | Fecha 15          | Fecha 15               | Fecha 15    | Fecha 15 |
| Local                  | Resultado | Visitante         | Estadio                | Fecha       |          |
| ---------------------- | --------- | ----------------- | ---------------------- | ----------- | -------- |
| Los Andes              | 2 - 1     | Temperley         | Los Andes              | 21 de julio |          |
| Defensores de Belgrano | 1 - 2     | Tigre             | Defensores de Belgrano | 21 de julio |          |
| Argentino de Quilmes   | 1 - 1     | Nueva Chicago     | Argentino de Quilmes   | 21 de julio |          |
| El Porvenir            | 1 - 2     | Almagro           | El Porvenir            | 21 de julio |          |
| Argentinos Juniors     | 0 - 0     | Talleres (RdE)    | Argentinos Juniors     | 21 de julio |          |
| All Boys               | 3 - 0     | Sportivo Dock Sud | All Boys               | 21 de julio |          |
| Rosario Central        | 4 - 1     | Excursionistas    | Rosario Central        | 22 de julio |          |
| Colón                  | 2 - 1     | Unión             | Colón                  | 22 de julio |          |

Segunda Rueda
| Fecha 16               | Fecha 16  | Fecha 16          | Fecha 16               | Fecha 16    | Fecha 16 |
| Local                  | Resultado | Visitante         | Estadio                | Fecha       |          |
| ---------------------- | --------- | ----------------- | ---------------------- | ----------- | -------- |
| Rosario Central        | 1 - 2     | Los Andes         | Rosario Central        | 28 de julio |          |
| All Boys               | 2 - 1     | Excursionistas    | All Boys               | 28 de julio |          |
| Argentinos Juniors     | 0 - 0     | Sportivo Dock Sud | Argentinos Juniors     | 28 de julio |          |
| El Porvenir            | 0 - 2     | Unión             | El Porvenir            | 28 de julio |          |
| Argentino de Quilmes   | 1 - 2     | Almagro           | Argentino de Quilmes   | 28 de julio |          |
| Defensores de Belgrano | 3 - 0     | Nueva Chicago     | Defensores de Belgrano | 28 de julio |          |
| Temperley              | 1 - 3     | Tigre             | Temperley              | 28 de julio |          |
| Colón                  | 5 - 1     | Talleres (RdE)    | Colón                  | 29 de julio |          |

| Fecha 17          | Fecha 17  | Fecha 17               | Fecha 17          | Fecha 17    | Fecha 17 |
| Local             | Resultado | Visitante              | Estadio           | Fecha       |          |
| ----------------- | --------- | ---------------------- | ----------------- | ----------- | -------- |
| Los Andes         | 5 - 1     | Tigre                  | Los Andes         | 4 de agosto |          |
| Nueva Chicago     | 2 - 1     | Temperley              | Nueva Chicago     | 4 de agosto |          |
| Almagro           | 4 - 1     | Defensores de Belgrano | Atlanta           | 4 de agosto |          |
| Talleres (RdE)    | 1 - 1     | El Porvenir            | Talleres (RdE)    | 4 de agosto |          |
| Sportivo Dock Sud | 2 - 1     | Colón                  | Sportivo Dock Sud | 4 de agosto |          |
| Excursionistas    | 0 - 0     | Argentinos Juniors     | Excursionistas    | 4 de agosto |          |
| Rosario Central   | 5 - 2     | All Boys               | Rosario Central   | 5 de agosto |          |
| Unión             | 3 - 2     | Argentino de Quilmes   | Unión             | 5 de agosto |          |

| Fecha 18               | Fecha 18  | Fecha 18          | Fecha 18               | Fecha 18     | Fecha 18 |
| Local                  | Resultado | Visitante         | Estadio                | Fecha        |          |
| ---------------------- | --------- | ----------------- | ---------------------- | ------------ | -------- |
| All Boys               | 5 - 0     | Los Andes         | All Boys               | 11 de agosto |          |
| Argentinos Juniors     | 1 - 0     | Rosario Central   | Argentinos Juniors     | 11 de agosto |          |
| El Porvenir            | 0 - 4     | Sportivo Dock Sud | El Porvenir            | 11 de agosto |          |
| Argentino de Quilmes   | 2 - 2     | Talleres (RdE)    | Quilmes                | 11 de agosto |          |
| Defensores de Belgrano | 2 - 3     | Unión             | Defensores de Belgrano | 11 de agosto |          |
| Temperley              | 2 - 2     | Almagro           | Temperley              | 11 de agosto |          |
| Tigre                  | 2 - 0     | Nueva Chicago     | Tigre                  | 11 de agosto |          |
| Colón                  | 5 - 1     | Excursionistas    | Colón                  | 12 de agosto |          |

| Fecha 19          | Fecha 19  | Fecha 19               | Fecha 19          | Fecha 19     | Fecha 19 |
| Local             | Resultado | Visitante              | Estadio           | Fecha        |          |
| ----------------- | --------- | ---------------------- | ----------------- | ------------ | -------- |
| Los Andes         | 1 - 2     | Nueva Chicago          | Los Andes         | 18 de agosto |          |
| Almagro           | 0 - 2     | Tigre                  | Atlanta           | 18 de agosto |          |
| Talleres (RdE)    | 4 - 2     | Defensores de Belgrano | Talleres (RdE)    | 18 de agosto |          |
| Sportivo Dock Sud | 6 - 0     | Argentino de Quilmes   | Sportivo Dock Sud | 18 de agosto |          |
| Excursionistas    | 1 - 2     | El Porvenir            | Excursionistas    | 18 de agosto |          |
| Rosario Central   | 1 - 1     | Colón                  | Rosario Central   | 18 de agosto |          |
| All Boys          | 1 - 0     | Argentinos Juniors     | All Boys          | 18 de agosto |          |
| Unión             | 1 - 0     | Temperley              | Unión             | 19 de agosto |          |

| Fecha 20               | Fecha 20  | Fecha 20          | Fecha 20               | Fecha 20     | Fecha 20 |
| Local                  | Resultado | Visitante         | Estadio                | Fecha        |          |
| ---------------------- | --------- | ----------------- | ---------------------- | ------------ | -------- |
| Argentinos Juniors     | 4 - 2     | Los Andes         | Argentinos Juniors     | 25 de agosto |          |
| El Porvenir            | 1 - 5     | Rosario Central   | El Porvenir            | 25 de agosto |          |
| Argentino de Quilmes   | 5 - 3     | Excursionistas    | Quilmes                | 25 de agosto |          |
| Defensores de Belgrano | 1 - 2     | Sportivo Dock Sud | Defensores de Belgrano | 25 de agosto |          |
| Temperley              | 3 - 2     | Talleres (RdE)    | Temperley              | 25 de agosto |          |
| Tigre                  | 2 - 1     | Unión             | Tigre                  | 25 de agosto |          |
| Nueva Chicago          | 0 - 2     | Almagro           | Nueva Chicago          | 25 de agosto |          |
| Colón                  | 3 - 3     | All Boys          | Colón                  | 26 de agosto |          |

| Fecha 21           | Fecha 21  | Fecha 21               | Fecha 21           | Fecha 21        | Fecha 21 |
| Local              | Resultado | Visitante              | Estadio            | Fecha           |          |
| ------------------ | --------- | ---------------------- | ------------------ | --------------- | -------- |
| Los Andes          | 4 - 4     | Almagro                | Los Andes          | 1 de septiembre |          |
| Talleres (RdE)     | 1 - 0     | Tigre                  | Talleres (RdE)     | 1 de septiembre |          |
| Sportivo Dock Sud  | 1 - 3     | Temperley              | Sportivo Dock Sud  | 1 de septiembre |          |
| Excursionistas     | 2 - 1     | Defensores de Belgrano | Excursionistas     | 1 de septiembre |          |
| Rosario Central    | 2 - 1     | Argentino de Quilmes   | Rosario Central    | 1 de septiembre |          |
| All Boys           | 4 - 2     | El Porvenir            | All Boys           | 1 de septiembre |          |
| Argentinos Juniors | 1 - 2     | Colón                  | Argentinos Juniors | 1 de septiembre |          |
| Unión              | 2 - 2     | Nueva Chicago          | Unión              | 2 de septiembre |          |

| Fecha 22               | Fecha 22  | Fecha 22           | Fecha 22               | Fecha 22        | Fecha 22 |
| Local                  | Resultado | Visitante          | Estadio                | Fecha           |          |
| ---------------------- | --------- | ------------------ | ---------------------- | --------------- | -------- |
| El Porvenir            | 2 - 1     | Argentinos Juniors | El Porvenir            | 8 de septiembre |          |
| Argentino de Quilmes   | 0 - 2     | All Boys           | Quilmes                | 8 de septiembre |          |
| Defensores de Belgrano | 0 - 4     | Rosario Central    | Defensores de Belgrano | 8 de septiembre |          |
| Temperley              | 0 - 0     | Excursionistas     | Temperley              | 8 de septiembre |          |
| Tigre                  | 3 - 1     | Sportivo Dock Sud  | Tigre                  | 8 de septiembre |          |
| Nueva Chicago          | 2 - 0     | Talleres (RdE)     | Nueva Chicago          | 8 de septiembre |          |
| Almagro                | 1 - 0     | Unión              | Atlanta                | 8 de septiembre |          |
| Colón                  | 4 - 1     | Los Andes          | Colón                  | 9 de septiembre |          |

| Fecha 23           | Fecha 23  | Fecha 23               | Fecha 23           | Fecha 23         | Fecha 23 |
| Local              | Resultado | Visitante              | Estadio            | Fecha            |          |
| ------------------ | --------- | ---------------------- | ------------------ | ---------------- | -------- |
| Los Andes          | 0 - 1     | Unión                  | Los Andes          | 15 de septiembre |          |
| Talleres (RdE)     | 1 - 2     | Almagro                | Talleres (RdE)     | 15 de septiembre |          |
| Sportivo Dock Sud  | 5 - 1     | Nueva Chicago          | Sportivo Dock Sud  | 15 de septiembre |          |
| Excursionistas     | 3 - 1     | Tigre                  | Excursionistas     | 15 de septiembre |          |
| Rosario Central    | 2 - 1     | Temperley              | Rosario Central    | 15 de septiembre |          |
| All Boys           | 5 - 0     | Defensores de Belgrano | All Boys           | 15 de septiembre |          |
| Argentinos Juniors | 0 - 2     | Argentino de Quilmes   | Argentinos Juniors | 15 de septiembre |          |
| Colón              | 4 - 0     | El Porvenir            | Colón              | 16 de septiembre |          |

| Fecha 24               | Fecha 24  | Fecha 24           | Fecha 24               | Fecha 24         | Fecha 24 |
| Local                  | Resultado | Visitante          | Estadio                | Fecha            |          |
| ---------------------- | --------- | ------------------ | ---------------------- | ---------------- | -------- |
| El Porvenir            | 2 - 2     | Los Andes          | El Porvenir            | 22 de septiembre |          |
| Argentino de Quilmes   | 3 - 4     | Colón              | Quilmes                | 22 de septiembre |          |
| Defensores de Belgrano | 1 - 4     | Argentinos Juniors | Defensores de Belgrano | 22 de septiembre |          |
| Temperley              | 4 - 0     | All Boys           | Temperley              | 22 de septiembre |          |
| Tigre                  | 0 - 1     | Rosario Central    | Tigre                  | 22 de septiembre |          |
| Nueva Chicago          | 2 - 2     | Excursionistas     | Nueva Chicago          | 22 de septiembre |          |
| Almagro                | 3 - 1     | Sportivo Dock Sud  | Atlanta                | 22 de septiembre |          |
| Unión                  | 5 - 1     | Talleres (RdE)     | Unión                  | 23 de septiembre |          |

| Fecha 25           | Fecha 25  | Fecha 25               | Fecha 25           | Fecha 25         | Fecha 25 |
| Local              | Resultado | Visitante              | Estadio            | Fecha            |          |
| ------------------ | --------- | ---------------------- | ------------------ | ---------------- | -------- |
| Los Andes          | 4 - 4     | Talleres (RdE)         | Los Andes          | 29 de septiembre |          |
| Sportivo Dock Sud  | 4 - 1     | Unión                  | Sportivo Dock Sud  | 29 de septiembre |          |
| Excursionistas     | 0 - 2     | Almagro                | Excursionistas     | 29 de septiembre |          |
| Rosario Central    | 8 - 1     | Nueva Chicago          | Rosario Central    | 29 de septiembre |          |
| All Boys           | 1 - 0     | Tigre                  | All Boys           | 29 de septiembre |          |
| Argentinos Juniors | 0 - 2     | Temperley              | Argentinos Juniors | 29 de septiembre |          |
| El Porvenir        | 4 - 1     | Argentino de Quilmes   | Lanús              | 29 de septiembre |          |
| Colón              | 7 - 0     | Defensores de Belgrano | Colón              | 30 de septiembre |          |

| Fecha 26               | Fecha 26  | Fecha 26           | Fecha 26               | Fecha 26     | Fecha 26 |
| Local                  | Resultado | Visitante          | Estadio                | Fecha        |          |
| ---------------------- | --------- | ------------------ | ---------------------- | ------------ | -------- |
| Argentino de Quilmes   | 2 - 0     | Los Andes          | Argentino de Quilmes   | 6 de octubre |          |
| Defensores de Belgrano | 4 - 1     | El Porvenir        | Defensores de Belgrano | 6 de octubre |          |
| Temperley              | 1 - 1     | Colón              | Temperley              | 6 de octubre |          |
| Tigre                  | 0 - 0     | Argentinos Juniors | Tigre                  | 6 de octubre |          |
| Nueva Chicago          | 2 - 1     | All Boys           | Nueva Chicago          | 6 de octubre |          |
| Almagro                | 2 - 2     | Rosario Central    | Atlanta                | 6 de octubre |          |
| Talleres (RdE)         | 3 - 3     | Sportivo Dock Sud  | Talleres (RdE)         | 6 de octubre |          |
| Unión                  | 3 - 0     | Excursionistas     | Unión                  | 7 de octubre |          |

| Fecha 27             | Fecha 27  | Fecha 27               | Fecha 27             | Fecha 27      | Fecha 27 |
| Local                | Resultado | Visitante              | Estadio              | Fecha         |          |
| -------------------- | --------- | ---------------------- | -------------------- | ------------- | -------- |
| Argentinos Juniors   | 3 - 1     | Nueva Chicago          | Argentinos Juniors   | 12 de octubre |          |
| Los Andes            | 2 - 2     | Sportivo Dock Sud      | Los Andes            | 13 de octubre |          |
| Excursionistas       | 4 - 1     | Talleres (RdE)         | Excursionistas       | 13 de octubre |          |
| Rosario Central      | 3 - 0     | Unión                  | Rosario Central      | 13 de octubre |          |
| All Boys             | 1 - 1     | Almagro                | Ferro Carril Oeste   | 13 de octubre |          |
| El Porvenir          | 1 - 1     | Temperley              | El Porvenir          | 13 de octubre |          |
| Argentino de Quilmes | 4 - 1     | Defensores de Belgrano | Argentino de Quilmes | 13 de octubre |          |
| Colón                | 5 - 0     | Tigre                  | Colón                | 14 de octubre |          |

| Fecha 28               | Fecha 28  | Fecha 28             | Fecha 28               | Fecha 28      | Fecha 28 |
| Local                  | Resultado | Visitante            | Estadio                | Fecha         |          |
| ---------------------- | --------- | -------------------- | ---------------------- | ------------- | -------- |
| Defensores de Belgrano | 2 - 0     | Los Andes            | Defensores de Belgrano | 20 de octubre |          |
| Temperley              | 3 - 1     | Argentino de Quilmes | Temperley              | 20 de octubre |          |
| Tigre                  | 3 - 4     | El Porvenir          | Tigre                  | 20 de octubre |          |
| Nueva Chicago          | 2 - 6     | Colón                | Nueva Chicago          | 20 de octubre |          |
| Almagro                | 0 - 0     | Argentinos Juniors   | Atlanta                | 20 de octubre |          |
| Talleres (RdE)         | 4 - 6     | Rosario Central      | Talleres (RdE)         | 20 de octubre |          |
| Sportivo Dock Sud      | 5 - 2     | Excursionistas       | Sportivo Dock Sud      | 20 de octubre |          |
| Unión                  | 1 - 1     | All Boys             | Unión                  | 21 de octubre |          |

| Fecha 29               | Fecha 29  | Fecha 29          | Fecha 29               | Fecha 29      | Fecha 29 |
| Local                  | Resultado | Visitante         | Estadio                | Fecha         |          |
| ---------------------- | --------- | ----------------- | ---------------------- | ------------- | -------- |
| Los Andes              | 6 - 1     | Excursionistas    | Los Andes              | 27 de octubre |          |
| Rosario Central        | 4 - 2     | Sportivo Dock Sud | Rosario Central        | 27 de octubre |          |
| All Boys               | 4 - 0     | Talleres (RdE)    | All Boys               | 27 de octubre |          |
| Argentinos Juniors     | 4 - 2     | Unión             | Argentinos Juniors     | 27 de octubre |          |
| Colón                  | 3 - 1     | Almagro           | Colón                  | 27 de octubre |          |
| El Porvenir            | 6 - 4     | Nueva Chicago     | El Porvenir            | 27 de octubre |          |
| Argentino de Quilmes   | 1 - 1     | Tigre             | Argentino de Quilmes   | 27 de octubre |          |
| Defensores de Belgrano | 3 - 2     | Temperley         | Defensores de Belgrano | 27 de octubre |          |

| Fecha 30          | Fecha 30  | Fecha 30               | Fecha 30          | Fecha 30       | Fecha 30 |
| Local             | Resultado | Visitante              | Estadio           | Fecha          |          |
| ----------------- | --------- | ---------------------- | ----------------- | -------------- | -------- |
| Temperley         | 1 - 2     | Los Andes              | Temperley         | 3 de noviembre |          |
| Tigre             | 2 - 2     | Defensores de Belgrano | Tigre             | 3 de noviembre |          |
| Nueva Chicago     | 2 - 1     | Argentino de Quilmes   | Nueva Chicago     | 3 de noviembre |          |
| Almagro           | 4 - 1     | El Porvenir            | Atlanta           | 3 de noviembre |          |
| Unión             | 1 - 1     | Colón                  | Unión             | 3 de noviembre |          |
| Talleres (RdE)    | 3 - 1     | Argentinos Juniors     | Talleres (RdE)    | 3 de noviembre |          |
| Sportivo Dock Sud | 3 - 1     | All Boys               | Sportivo Dock Sud | 3 de noviembre |          |
| Excursionistas    | 1 - 2     | Rosario Central        | Excursionistas    | 3 de noviembre |          |

| 1. 2. |

## Desempate del segundo puesto
| Local                                           | Resultado | Visitante | Estadio | Fecha           |
| ----------------------------------------------- | --------- | --------- | ------- | --------------- |
| Almagro                                         | 3 - 4     | Colón     | Atlanta | 17 de noviembre |
| Colón                                           | 3 - 1     | Almagro   | Unión   | 24 de noviembre |
| Colón se clasificó subcampeón de Primera B 1951 |           |           |         |                 |